# 北上金ヶ崎インターチェンジ
北上金ヶ崎インターチェンジ（きたかみかねがさきインターチェンジ）は、岩手県北上市相去町平沢にある、東北自動車道のインターチェンジ（開発インターチェンジ）。北上金ヶ崎パーキングエリアを併設する。

## 概要
インターチェンジは、1996年（平成8年）に相去パーキングエリア（現・北上金ヶ崎パーキングエリア）に隣接するかたちで新規に設置されたものであり、番号は約8.7km南に位置する水沢IC（奥州市）の36番にハイフンを付加した「36-1」となっている。この時にパーキングエリアの名称も「北上金ヶ崎」に変更された。
隣接する北上南部工業団地をはじめとする北上地域の工業団地への企業立地促進を目的として設置されたため、建設費用の負担には北上市のほか、胆沢郡金ケ崎町、奥州市も加わった。
併設する北上金ヶ崎PAから上下線ともIC料金所へ流出できるが、IC料金所からPAに流入はできず、ランプウェイはそのまま東北自動車道の本線に接続する構造になっている。

## 道路
- E4 東北自動車道（36-1番）
- 接続する道路：岩手県道50号北上金ケ崎インター線

## 料金所
- ブース数：4

### 入口
- ブース数：2
  - ETC専用：1
  - 一般：1

### 出口
- ブース数：2
  - ETC専用：1
  - 一般：1

## 周辺
- 北上南部工業団地
- 北上総合運動公園
- 岩手中部工業団地
- 岩手県立農業大学校

## 隣
E4 東北自動車道
(36)水沢IC - (36-1)北上金ヶ崎IC/PA - (37)北上JCT - (38)北上江釣子IC